# 徐兴林
徐兴林（1963年5月—），吉林长岭人，汉族，中国共产党党员。中华人民共和国政治人物、第十三届全国人民代表大会解放军和武警部队代表。

## 生平
2018年，徐兴林被选为解放军和武警部队出席第十三届全国人民代表大会代表 出席第十三屆全國人大會議的時候時仼中央军委后勤保障部政治工作局主任徐兴林已晋升少将军衔。